# Еллісон Ваґнер
Еллісон Ваґнер (англ. Allison Wagner, 21 липня 1977) — американська плавчиня.
Призерка Олімпійських Ігор 1996 року.
Призерка Чемпіонату світу з водних видів спорту 1994 року.
Чемпіонка світу з плавання на короткій воді 1993 року.
Переможниця Пантихоокеанського чемпіонату з плавання 1993 року.